# Памятник Ленину (Долинск)
Памятник Ленину в Долинске — памятник советскому государственному деятелю Владимиру Ильичу Ленину. Является одной из достопримечательностей города Долинск. Памятник установлен в 1971 году на центральной площади города, названной в честь вождя мирового пролетариата.

## Описание
Памятник Ленину выполнен в полный рост, Ленин изображён без головного убора, в пальто нараспашку. Правая рука опущена в карман брюк, в левой — кепка. Взгляд устремлён вдаль. Скульптура отлита в бронзе. Её высота — 2,25 метра.

## История
Первоначально памятник В. И. Ленину был сооружён 15 октября 1957 года в Южно-Сахалинске по проекту архитектора Маковецкого И. Н. и скульптора Корябова А. в соответствии с постановлением бюро Южно-Сахалинского ГК КПСС и горисполкома. Памятник располагался в сквере напротив областного драматического театра по ул. Им. Ленина.
Позже в соответствии с планом мероприятий, приуроченных к 100-летию со дня рождения Владимира Ильича Ленина, было принято решение установить в 1970 году в областном центре новый памятник высотой 9 метров, что в 4 раза превышало размер его предшественника. Согласно Постановлению бюро Сахалинского обкома КПСС и исполкома областного Совета депутатов трудящихся № 45/7-443 от 11 сентября 1969 года, генеральному подрядчику в составе объединения «Сахалинстрой» была поручена установка памятника. При этом субподрядчиком строительства памятника выступал трест «Сахалинморстрой», а выполнение работ контролировали секретарь обкома КПСС Селявским Т. П. и зам. председателя облисполкома Евстратов Ф. И. Статуя, проект которой разрабатывался архитектором Ловейко И. И. и скульптором Вучетичем Е. В., заняла почётное место перед администрацией Южно-Сахалинска 6 ноября 1970 года.
В результате в Южно-Сахалинске оказалось два памятника вождю мирового пролетариата, чем воспользовался исполком Долинского городского Совета депутатов трудящихся, принявший Решение № 183 от 8 июля 1971 г. «Об установке монумента В. И. Ленина на городской площади в г. Долинске», в котором исполком просил перенести первый вариант памятника В. И. Ленину из сквера драмтеатра им. А. П. Чехова из г. Южно-Сахалинска в г. Долинск и установить его на площади около знания Долинского Горкома КПСС. В Южно-Сахалинске согласились с просьбой коллег из г. Долинск, поэтому последовало Решение № 353 исполнительного комитета Сахалинского областного Совета депутатов трудящихся от 27 июля 1971 г., где разрешалось передать памятник В. И. Ленина для установки его на центральной городской площади согласно генеральному плану застройки города Долинск.
Торжественное открытие статуи, перенесённой в Долинск в соответствии с проектом архитектора Л. К. Наголовой, состоялось 5 ноября 1971 года.
Решением исполкома Сахалинского областного Совета народных депутатов от 21.03.1980 г. № 119 «О мерах по улучшению охраны, реставрации и использованию памятников истории и культуры в свете Закона СССР и Закона РСФСР „Об охране и использовании памятников истории и культуры“ и постановления Совета Министров РСФСР от 24 января 1980 г. № 54 по этому вопросу» объект был поставлен на государственную охрану.
За многолетнюю историю памятник В. И. Ленину в Долинске подвергся повреждениям, в том числе связанных с вандализмом, поэтому 2020 году инспекция по охране объектов культурного наследия выдала предписание о реставрации памятника. После того как в апреле 2022 года от постамента отвалилась плита, властями городского округа 2022 году принято решение о реставрации памятника. Проектную организацию выбрали по итогам электронного аукциона. Приём заявок на участие был открыт до 22 июня 2022 г., начальная цена муниципального контракта — 1,2 млн рублей. Проект должен быть сдан в течение трёх месяцев. В нём предусматривался ремонт памятника и благоустройство территории.